# Гулоб
Гулоб (тадж. Гулоб; до 2008 года — Арпабулок) — село в районе Рудаки Республики Таджикистан. Входит в состав джамоата (сельской общины) Султонобод.
Находится на расстоянии 10 км от районного центра (пгт. Сомониён) и 8 км от центра джамоата (село Султонобод).
Население — 483 чел. (2017).